# Сасакі Сьо (футболіст)
Сьо Сасакі (яп. 佐々木 翔, нар. 2 жовтня 1989, Дзама) — японський футболіст, захисник клубу «Санфречче Хіросіма».

## Клубна кар'єра
Народився 2 жовтня 1989 року в місті Дзама. Почав займатися футболом ще в дитячому садку. Він продовжував заняття під час в початковій школі Куріхара, а в 1998 році вступив до футбольної академії клубу «Йокогама Ф. Марінос». У 2005 році Се вступив у старшу школу Сірояма в префектурі Канагава, а в 2008 році — в Університет Канагави. Так він показав себе універсальним гравцем, здатним грати на різних позиціях. Переважно грав на місці лівого захисника, але мав також досвід виступів на лівому фланзі півзахисту і в центрі оборони, добре грав обома ногами. Завдяки хорошим фізичним даним Сасакі провів в студентському футболі чотири повноцінних сезони без серйозних травм. На четвертий рік навчання він став капітаном університетської футбольної команди і відмовився від підписання договору з професійним клубом, вирішивши дограти останній сезон у студентській лізі.
У січні 2012 року Сасакі уклав професійний контракт з клубом другої Джей-ліги «Ванфоре Кофу». 4 березня 2012 року він дебютував в матчі з клубом «Тотігі», а вже в наступній грі, 11 березня з клубом «Токіо Верді», відзначився забитим голом. Протягом всього сезону Сасакі був основним гравцем команди і допоміг її вийти в першу Джей-лігу. Сьо відіграв за «Ванфоре Кофу» ще два сезони, на другий рік став віце-капітаном команди.
10 жовтня 2014 року був узгоджений перехід Сасакі в клуб «Санфречче Хіросіма» за 45 млн єн, але приєднався до команди тільки в січні наступного року. Спочатку в «Санфречче» Сасакі був запасним гравцем, але в першому сезоні грав досить часто, підміняючи травмованих партнерів. Він допоміг команді виграти чемпіонат Японії в 2015 році, забивши гол у ворота клубу «Гамба Осака» у фінальній серії, а також грав на Клубному чемпіонаті світу 2015 року, де його команда посіла третє місце. У 2016 та 2017 роках Сасакі майже не грав через розрив передньої хрестоподібної зв'язки коліна, але повністю відновився до сезону 2018 року і став основним гравцем «Санфречче Хіросіма». Станом на 2 лютого 2019 року відіграв за команду з Хіросіми 62 матчі в національному чемпіонаті.

## Виступи за збірну
У серпні 2018 року Сасакі вперше був запрошений в національну збірну Японії для участі в матчах на Кубок Кірін. Він дебютував 11 вересня в матчі зі збірної Коста-Рики, вийшовши в стартовому складі. 
У грудні 2018 року Сасакі був включений в заявку збірної Японії на Кубок Азії 2019 року в ОАЕ. На кубку зіграв в одному матчі і став срібним призером турніру.
| Дата       | Місто   | Господарі | Результат | Гості      | Турнір                     | Голи | Примітки |
| ---------- | ------- | --------- | --------- | ---------- | -------------------------- | ---- | -------- |
| 11-9-2018  | Осака   | Японія    | 3 – 0     | Коста-Рика | товариський матч           | 1    | 78'      |
| 12-10-2018 | Ніїґата | Японія    | 3 – 0     | Панама     | товариський матч           | -    |          |
| 16-11-2018 | Ойта    | Японія    | 1 – 1     | Венесуела  | товариський матч           | -    |          |
| 17-1-2019  | Аль-Айн | Японія    | 2 – 1     | Узбекистан | Кубок Азії 2019 - 1-й етап | -    |          |
| Усього     |         | Матчів    | 4         |            | Голів                      | 1    |          |

## Титули і досягнення
- Чемпіон Японії (1):

«Санфречче Хіросіма»: 2015
- Володар Суперкубка Японії (2):

«Санфречче Хіросіма»: 2016, 2025
- Володар Кубка Джей-ліги (1):

«Санфречче Хіросіма»: 2022
Збірні
- Срібний призер Кубка Азії: 2019
- Переможець Чемпіонату Східної Азії: 2022